# Medicamentos similares
Los medicamentos similares son los medicamentos fabricados por laboratorios diferentes al dueño de la patente a nivel mundial. Los medicamentos similares pueden presentar el mismo principio activo, la misma dosis e incluso cumplir con la misma forma farmacéutica, sin embargo, tienen que cumplir con los estándares de calidad oficiales establecidos por la autoridad sanitaria de cada país.  
En el caso de México, la COFEPRIS es la entidad que dictamina si un medicamento genérico merece la calificación de Bioequivalente (Be).
Su principal diferencia con los medicamentos Bioequivalentes (Be) es que estos cuentan con el estudio de bioequivalencia; todo este estudio es para confirmar la calidad farmacéutica de los medicamentos. 
Antiguamente en México existían los medicamentos similares de los Bioequivalentes (Be). Los productos similares no tienen el logo GI (Genéricos Intercambiables), a diferencia de los Bioequivalentes que sí lo tenían, lo cual confirma el estudio de bioequivalencia y la calidad del medicamento.
Actualmente, a partir de 2017 los medicamentos comercializados a partir del original deben de pasar por pruebas de bioequivalencia por lo que en México sólo existe los medicamentos genéricos bioequivalentes y los medicamentos similares ya no se comercializan.